# Idioma érnico
El idioma érnico o antiguo érnico (también hérnico) es una osco-umbra muy poco documentada del centro de Italia en el territorio de los hérnicos o hernicī. Está estrechamente emparentada con el osco.

## Historia
Los érnicos ocuparon una región de Lacio al sureste de la ciudad de Roma. Tradicionalmente se ha considerado que hablaban alguna forma de sabino o marso. Es probable que, como otros pueblos de las montañas de Italia central (e. g. ecuos, marsos, sabinos) hablaban una lengua del grupo sabélico. Sin embargo recientemente han aparecido testimonios escritos que reflejan una lengua diferente.

## Inscripciones
Tradicionalmente se consideró que esta etnia no dejó testimonios escritos, pero recientemente se han descubierto cuatro inscripciones en las excavaciones de un santuario en Anagnia (Anagni) situado en el centro del territorio de los ernicos. De estas la última inscripción (He3) dice:
CAI.TITEIS.ESU
En latín:
Titus Caio ita.
En español:
Tito Caio así.
Rix (2002) ve semejanzas con el osco y lo agrupa dentro del grupo osco. La inscripción He2 es la única que da un texto de cierta longitud inscrito sobre el lado de un jarrón aunque está incompleto. El alfabeto usado está más cercano al usado para el latín arcaico que el usado para otras lenguas sabélicas, tanto en la forma de las letras tanto por el uso de < hv > para representar /f/. Rix interpreta este texto como sigue y lo traduce al latín y español como:
MATAS.UDMON.NI.HVIDAS.NI.KAIT
En latín:
Mactae omen ne findas ne caede.
En español
Objeto adorado ni lo hiendas ni lo rompas.